# Ambulyx honei
Ambulyx honei är en fjärilsart som beskrevs av Clayton Dissinger Mell 1937. Ambulyx honei ingår i släktet Ambulyx och familjen svärmare. Inga underarter finns listade i Catalogue of Life.